# ヴェニス会社
ヴェニス会社 (英語: Venice Company) は、1583年に設立されたイングランドの勅許貿易会社。地中海のヴェネツィア共和国の植民地周辺における独占的な貿易を目的としていた。
1592年にトルコ会社と合併してレバント会社となり、その後1825年の解散までイングランドとオスマン帝国の間の貿易を担い続けた。

## 設立
ヴェニス会社は、1583年にトーマス・コーデル、ウィリアム・ガーウェイ、Edward Holmdenに7年間の独占特許状が与えられることで発足した。会社の使命は、イングランドで生産された物品、主に毛織物を、東洋の商品、特に香辛料やワインの原料となる干しぶどう、絹織物と交換することだった。主導的な役割を担ったのはポール・バイニング（初代バイニング子爵ポール・バイニングの父）、トーマス・コーデル（アルダーマン、服地商人組合員）、Edward Holmden、ウィリアム・ガーウェイであった。Holmdenとガーウェイは対モロッコ貿易の豊富な経験があるのに対し、バイニングとコーデルは対スペイン貿易に主に従事していた。

## 合併
1592年、エリザベス1世はオスマン帝国との貿易・政治的同盟関係の維持に不安を覚え、トルコ会社とヴェニス会社の特許状が失効するのに伴いって両社をまとめレバント会社とした。コーデルとバイニングはこの新たな会社にも参加した。